# Метельский, Леонид Валерианович
Леонид Валерианович Метельский (род. 7 мая 1937, Фрунзе) — советский и российский журналист, партийный и общественный деятель. Почётный гражданин Подольска.

## Биография
Леонид Метельский родился 7 мая 1937 года в городе Фрунзе (сейчас Бишкек в Кыргызстане).
Учился во фрунзенской мужской школе №10.
Окончил историко-филологический факультет Томского государственного университета.
Работал учителем истории во фрунзенской школе №23. На всесоюзной конференции в Душанбе его заметил секретарь по идеологии ЦК КП Киргизии Бейшенбай Мураталиев, который посоветовал поучаствовать в конкурсе на замещение должности ассистента кафедры истории КПСС и марксистско-ленинской философии Киргизского сельскохозяйственного института имени К. И. Скрябина. Метельский успешно прошёл конкурс, работал преподавателем. Впоследствии работал в идеологическом отделе ЦК КП Киргизии, в течение семи лет был заместителем заведующего Домом политпросвещения.
В дальнейшем обучался в институте повышения квалификации при Киевском государственном университете имени Т. Г. Шевченко.
В начале 1970-х годов переехал в Подольск по совету врачей, которые рекомендовали перебраться с высокогорья в среднюю полосу. С 1974 года работал секретарём по идеологии Подольского городского комитета КПСС.
В 1978 году стал главным редактором районной газеты «Подольский рабочий», которой впоследствии руководил в течение 25 лет. Под руководством Метельского газета успешно освоила новые технологии выпуска номеров, сохранила читателей. Сотрудники «Подольского рабочего» неоднократно выигрывали областные и всероссийские творческие конкурсы.
На протяжении многих лет входил в президиум Московского областного отделения Союза журналистов, был председателем регионального совета редакторов.
В 2012—2017 годах был первым председателем в истории Подольской городской общественной палаты. В этот период, в частности, палата инициировала учреждение 5 октября Дня памяти подольских курсантов на территории городского округа. Метельский был одним из инициаторов присвоения Подольску звания города воинской славы. С 2017 года входит в состав палаты.
Автор публицистических статей, посвящённых литературе, истории Великой Отечественной войны, сохранению памятников старины, патриотического воспитания, личности Иосифа Сталина.
Награждён медалями «За доблестный труд. В ознаменование 100-летия со дня рождения В.И. Ленина», «В память 850-летия Москвы», почётными знаками «За заслуги перед Московской областью», «Четвёртая власть. За заслуги перед прессой», «300 лет Российской прессы». Заслуженный работник культуры РФ, заслуженный работник печати Московской области. 
В 2006 году за большой личный вклад в социально-экономическое развитие города был удостоен звания почётного гражданина Подольска.